# 张贵妃 (宋光宗)
张贵妃（？—？），南宋皇帝宋光宗赵惇的妃嫔，姓张氏。

## 生平
张氏在赵惇为皇太子时入侍东宫，绍熙元年（1190年）八月十二日，宋光宗诏寿成殿内人张氏特与转永嘉郡夫人。绍熙二年（1191年）四月廿八日，宋光宗诏随龙内人张氏封高平郡夫人。三月改封永嘉郡夫人。绍熙三年（1192年）九月廿二日，宋光宗诏张氏特封郡夫人。绍熙五年（1194年）三月十二日，宋光宗诏张氏与封同安郡夫人。后封为贵妃。皇后李凤娘善妒，将张贵妃出嫁于民间。